# Brachystele pedicellata
Brachystele pedicellata är en orkidéart som först beskrevs av Célestin Alfred Cogniaux, och fick sitt nu gällande namn av Leslie Andrew Garay. Brachystele pedicellata ingår i släktet Brachystele och familjen orkidéer. Inga underarter finns listade i Catalogue of Life.